# Statens va-nämnd
Statens va-nämnd var en domstolsliknande statlig förvaltningsmyndighet som handlade mål enligt lagen (2006:412) om allmänna vattentjänster. Statens va-nämnd inrättades 1970 och tog då över tvister från länsstyrelser och allmänna domstolar. Myndigheten upphörde den 31 december 2015, då dess uppgifter övertogs av landets fem mark- och miljödomstolar.